# Louis Sorel (architecte)
 (janvier 2024).
Pour les articles homonymes, voir Louis Sorel et Sorel.
Louis Sorel, né le 26 mai 1867 à Grenoble et mort le 9 mars 1934 à Toulon, est un architecte et créateur de meubles français.

## Biographie
Originaire de Grenoble, Louis Sorel suit l'enseignement de Charles Genuys aux Beaux-Arts de Paris au début des années 1890. Il commence sa carrière comme inspecteur de travaux pour Émile Vaudremer et Charles Le Cœur. Son travail se place dans le sillage de ces deux architectes rationalistes. Il se fait connaître en exposant ses premiers meubles à la section architecture de la Société nationale des beaux-arts en 1898. En quête de formes simples et faciles d'exécution, il met au point un système de chevilles amovibles qui convient à une fabrication en série. Sorel envisage le mobilier et l'architecture avant tout d'un point de vue d'usage, et non d'esthétique, ce qui le différencie de certains artistes de l'Art nouveau. Sa conception répond aux exigences hygiénistes de l'époque, ainsi qu'à un désir d'économie et de mobilité.

### Le groupe L'Art dans Tout (1900-1901)

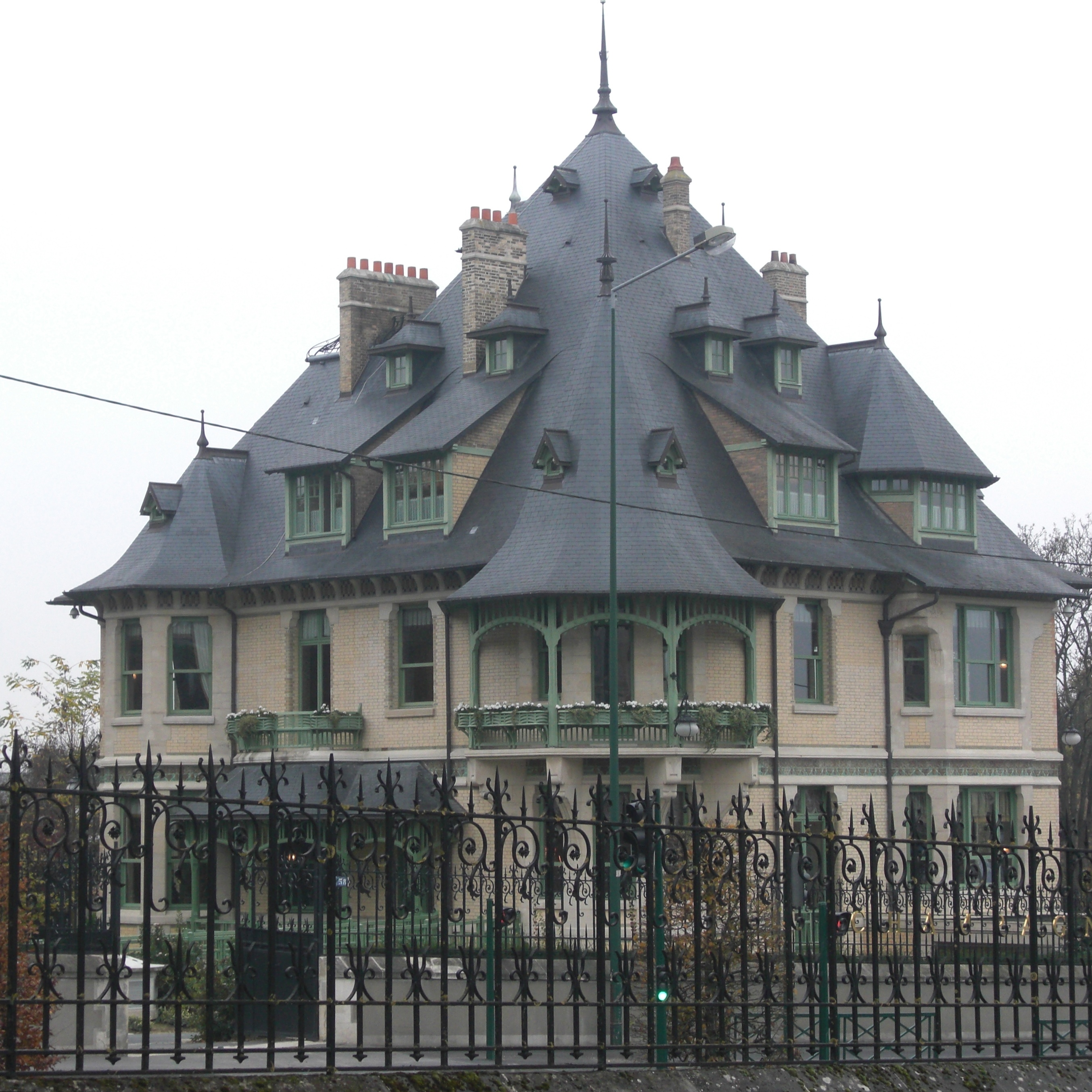
La villa Demoiselle de Reims, réalisation de Louis Sorel en 1908.

Vers 1900, Louis Sorel rencontre Félix Aubert, artiste membre du groupe L'Art dans Tout, qui l'incite à rejoindre ce dernier. En février 1901, Sorel participe à la dernière exposition du groupe où il présente une salle à manger. Malgré la dissolution du groupe la même année, Sorel reste proche de ses membres, notamment de Charles Plumet, qui se consacre comme lui à l'architecture domestique.  

### Principales réalisations architecturales
En 1904, il se fait construire sa propre demeure à Neuilly-sur-Seine et collabore avec des artistes du groupe L'Art dans Tout : Aubert réalise les décors muraux et Tony Selmersheim, le mobilier. C'est avec ces deux artistes que Louis Sorel réalise la villa Cochet, aujourd'hui renommée villa Demoiselle, en 1908. Commandé par le directeur de la maison de champagne Pommery, Henry Vasnier, l'hôtel particulier rémois associe rationalisme architectural et luxe discret. Dans la lignée des engagements de L'Art dans Tout, Sorel reste toujours focalisé sur la création d'un art accessible à tous, utilitaire et sobre. Les principes architecturaux de Viollet-le-Duc, qui prônent une structure et des matériaux visibles, l'influencent durant toute sa carrière. 

### Fin de carrière
Après la Première Guerre mondiale, Louis Sorel continue sa pratique d'architecte et de décorateur. Il n'adopte pas les principes de l'Art déco, beaucoup plus élitiste que l'Art nouveau. En 1916, il participe à l'Exposition de la Cité Reconstituée où il présente un « Pavillon d'habitation ». En 1925, il expose plusieurs éléments d'architecture à l'Exposition internationale des arts décoratifs : un « Pavillon démontable », une « Antichambre moderne », le « Bureau d'un patron charpentier » et un « Escalier moderne ». La même année, il participe à l'Exposition de la houille blanche à Grenoble et expose un mobilier de « Maison moderne ».